# Yura Matsuda
Yura Matsuda (松田悠良 Matsuda Yura?,  Nagoya, Prefectura de Aichi, Japón, 22 de julio de 1998) es una patinadora de patinaje artístico sobre hielo japonesa. Matsuda fue medallista de plata en el Trofeo Triglav de 2015 y medallista de bronce en el Campeonato Juvenil de Japón de 2013-14.

## Primeros años
Matsuda nació el 22 de julio de 1998 en la ciudad de Nagoya, prefectura de Aichi, Japón. Comenzó a patinar en 2005, a la edad de siete años. En la temporada de 2011-12, Matsuda se posicionó en el puesto número veintitrés en el Campeonato Juvenil de Japón y ganó el oro en la Copa Challenge Internacional de 2012 en el nivel de novatos.

## Carrera

### Temporada 2012–13
Matsuda debutó en el circuito juvenil del Grand Prix durante la temporada de 2012-13, quedando en sexto lugar en su correspondiente evento en Courchevel, Francia. Después de quedar cuarta en el Campeonato Juvenil de Japón, realizó su debut en los nacionales sénior, ubicándose octava en el Campeonato de Japón de 2012-13. Matsuda terminó la temporada ganando una medalla de plata en el Trofeo Triglav de 2013, en el nivel juvenil.

### Temporada 2013–14
Durante la temporada de 2013-14, Matsuda ocupó el noveno lugar en el evento del Grand Prix en Riga, Letonia. Después de ganar la medalla de bronce en el nivel juvenil, obtuvo el noveno lugar en el nivel sénior del Campeonato de Japón. Terminó la temporada ganando la Coupe du Printemps de 2014 nuevamente en el nivel juvenil.

### Temporada 2014–15
En la temporada de 2014-15, Matsuda ocupó el quinto lugar en el Campeonato Juvenil de Japón y el 15º en el Campeonato de Japón. Haciendo su debut internacional sénior, ganó la medalla de plata en el Trofeo Triglav de 2015.

### 2015–16 - presente
Al obtener mejores marcas personales en todos los segmentos, Matsuda ganó la medalla de bronce en el evento del Grand Prix en Logroño, España. Hizo su debut en el Grand Prix senior en la Copa Rostelecom de 2016.

## Programas
| Temporada | Programa corto                                                   | Programa libre                                                             | Exhibición       |
| --------- | ---------------------------------------------------------------- | -------------------------------------------------------------------------- | ---------------- |
| 2018–2019 | - Me and My Girl de Noel Gay                                     | - Otoño de Alexander Glazunov                                              |                  |
| 2017–2018 | - Ancora Non Sai de David Foster                                 | - Spanish Caravan de The Doors                                             |                  |
| 2016–2017 | - The Piano de Michael Nyman                                     | - Spanish Caravan de The Doors                                             | - Finale de Nine |

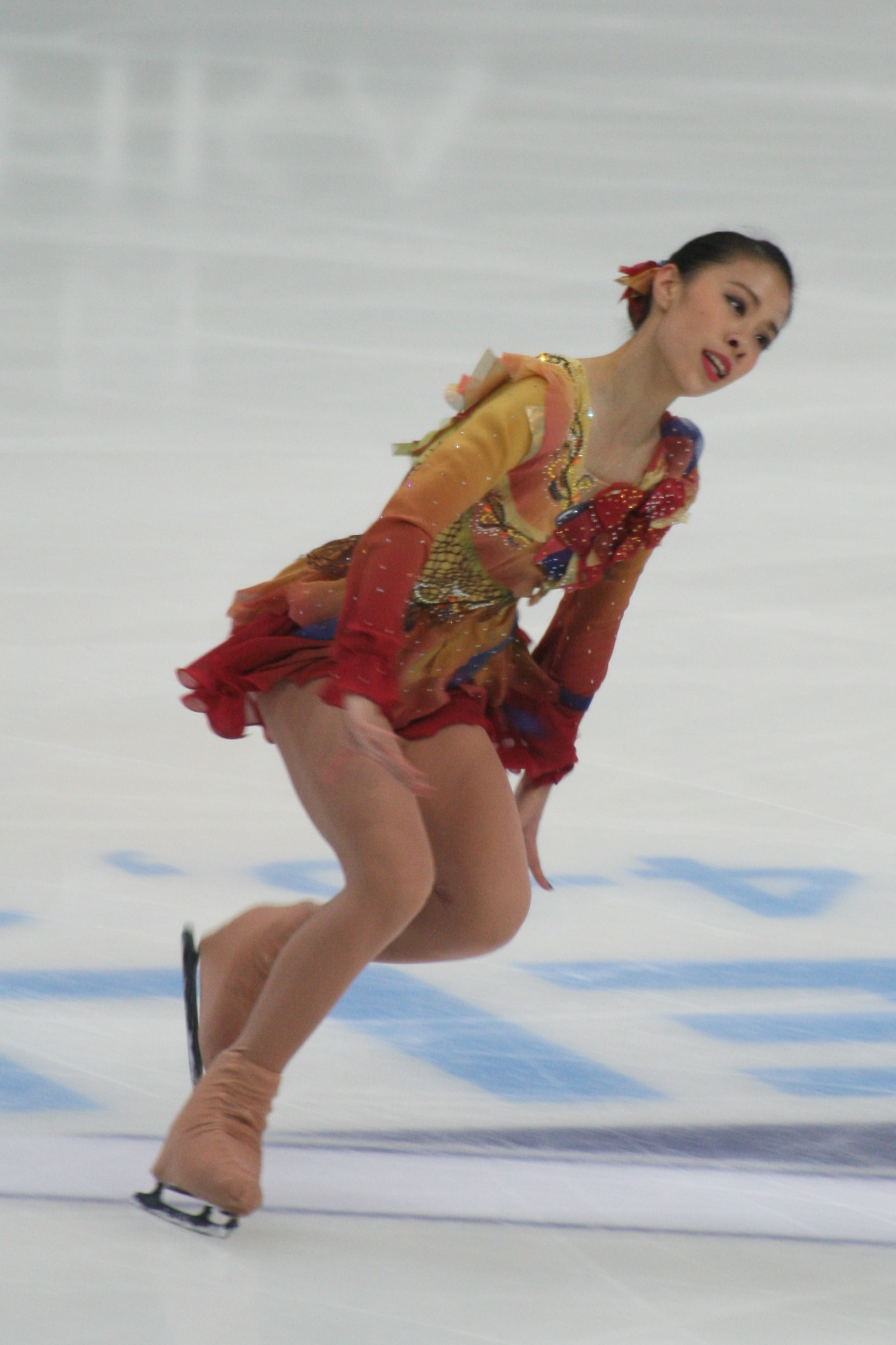
Matsuda en la Copa Rostelecom de 2016.

| 2015–2016 | - The Piano de Michael Nyman coreo por Mihoko Higuchi            | - El lago de los cisnes de Piotr Ilich Chaikovski coreo por Mihoko Higuchi |                  |
| 2013–2014 | - España cañí de Pascual Marquina Narro coreo por Kenji Miyamoto | - Crazy For You de George Gershwin coreo por Miho Kawaume                  |                  |
| 2012–2013 | - Csárdás de Vittorio Monti coreo por Miho Kawaume               | - Crazy For You de George Gershwin coreo por Miho Kawaume                  |                  |